# Scolopendrium repandum
Scolopendrium repandum là một loài dương xỉ trong họ Aspleniaceae. Loài này được C.Presl mô tả khoa học đầu tiên năm 1822.
Danh pháp khoa học của loài này chưa được làm sáng tỏ. 